# Vassílievka (Sóbinka)
|  | Per a altres significats, vegeu «Vassílievka». |

Vassílievka (en rus: Васильевка) és un poble de l'óblast de Vladímir, a Rússia, segons el cens del 2010 tenia 438 habitants. Pertany al districte municipal de Sóbinka.